# Stade léonard Kreisker
Le Stade léonard Kreisker est un club français de football fondé en 1967 et basé à Saint-Pol-de-Léon.

## Historique

### Phalange Notre-Dame du Kreisker à l'origine
Le collège du Kreisker et l’École professionnelle de la rue de la Rive (établissements catholiques) avaient déjà un patronage où les élèves et anciens élèves pouvaient s’initier au théâtre, à la musique, au chant, à la gymnastique, au tennis, à l’épée, à l’athlétisme. La demande pour le sport était si forte, en particulier pour le foot, qu’ils fondèrent une association dénommée Phalange Notre-Dame du Kreisker déclarée le 12 décembre 1908. 

### Le Stade Léonard en parallèle
Le rigueur instaurée à la Phalange Notre-Dame du Kreisker dissuade de nombreux sportifs à pratiquer ce sport. Eugène Quéméner, passionné de football, fonde alors en 1913 le Stade Léonard (SL). Il est officiellement enregistré le 14 février 1914. Il a pour but de proposer tous les exercices physiques à ses adhérents et notamment les jeux athlétiques ou en plein air, les jeux d’eau et la vélocipédie. La présidence est assurée par Jean-Marie Moal. Le club accède en 1936 à la Division d’Honneur (DH) où il se maintient jusqu’en 1939. 

### L’Etoile Sportive du Kreisker
En 1931, les statuts de la Phalange Notre-Dame du Kreisker sont modifiés. La section football et sports athlétiques de l’association est désormais appelée ESK. En 1932, elle fait son entrée dans le championnat de la Ligue de l’Ouest de Football. C’est en 1935 qu’elle parvient en PH où elle se maintient jusqu’en 1939. Deux fois elle se retrouve en DH face au SL, une première fois pour deux saisons en 1948 et 1949, et une seconde fois pour une saison en 1955. De 1963 à 1965, l’ESK joue en Division d’Honneur Régionale (DHR).

### Le Stade Léonard Kreisker depuis 1967
Le Stade léonard Kreisker naît le 23 mai 1967 de la fusion de deux clubs historiques de Saint-Pol-de-Léon, le Stade léonard et l'Étoile sportive du Kreisker, le premier laïque, le second catholique. Son premier président est Robert Trecherel. Le parcours du club saint-politain est notable. En 1978, sous la direction de Nigel Pages-Jones, le SLK atteint le septième tour de la Coupe de France et affronte le Stade Rennais FC. Sur un score de 3 buts à 1, devant près de 5 000 supporters à domicile, il se qualifie pour le huitième tour de la Coupe. Il affronte le 10 février 1979 l'AS Saint-Étienne et les joueurs se confrontent à quelques grands noms de l’époque comme Jacques Santini et Bernard Lacombe (auteur de trois buts en cinq minutes). 23 000 spectateurs tentent d'assister au match dans le stade de Penvillers à Quimper d'une capacité d'accueil normale de 7 758 places. 
De 1979 à 1992, le SLK oscille entre la 3e et 4e division (national et CFA). 2010 marque le retour du SLK qui monte en DHR. Le club se distingue en 2012 en atteignant le 8e tour de la Coupe de France face à l'USJA Carquefou (national), club supérieur de six divisions, contre qui il perd,. 
Le Stade léonard évolue ensuite en PH.

## Palmarès
- Champion de France de division 4 groupe D en 1984 et 1990
- Champion de Division d'honneur Ouest en 1979
- Champion de DH Ouest A en 1950[3]
- Coupe de l'Ouest en 1989
- Coupe du Conseil Général en 2012 contre l'ES Saint-Thégonnec 2 à 1
- Vainqueur du Tournoi du Loup (2) en 1981 et 1987